# Albin Lermusiaux
Albin Lermusiaux   (Noisy-le-Sec, 9 d'agost de 1874 - Maisons-Laffitte, 20 de gener de 1940) fou un atleta i tirador francès que va competir al tombant del segle XX.
El 1896 va prendre part en els Jocs Olímpics d'Estiu d'Atenes, on va disputar tres proves del programa d'atletisme. En els 1.500 metres va guanyar la medalla de bronze, rere Teddy Flack i Charles Arthur Blake. En els 800 metres va guanyar la seva sèrie, però va renunciar a disputar la final. No finalitzà la marató. En aquests mateixos Jocs disputà, sense sort, la prova de rifle militar, 200 metres.
En el seu palmarès també destaca el campionat nacional de camp a través de 1895.

## Millors temps
- 1.500 metres. 4' 07.0" (1895)
- 5.000 metres. 15' 47.8" (1895)
- 10.000 metres. 35' 45.5" (1896)[2]